# Совинолицая мартышка
Совиноли́цая марты́шка (лат. Cercopithecus hamlyni) — один из видов мартышек.
Международное название вид получил в честь торговца зверьми Дж. Хэмлина (John Daniel Hamlyn, 1858—1922), который впервые доставил это животное в Лондонский зоопарк (1907).

## Ареал
Обитает в тропических влажных лесах и бамбуковых рощах Республика Конго, Демократической Республике Конго и Руанды.

## Описание вида
Самцы значительно крупнее самок (в среднем 7—10 кг), тогда как масса взрослых самок варьируется от 4,5 до 6 кг. Мех темно-серый по всему телу. На носу продольная полоса белого цвета, что придаёт лицу подобие совиного облика (отсюда русское название).

## Природоохранный статус
Редкий и малоизученный вид. Занесён в Красную книгу МСОП, как находящийся в уязвимом положении. Основную угрозу его существования представляет деятельность человека, прежде всего — уничтожение лесов из-за расширения сельскохозяйственных площадей.

## Подвиды
- Cercopithecus hamlyni hamlyni — Республика Конго, Демократическая Республика Конго, Руанда
- Cercopithecus hamlyni kahuziensis — небольшой участок бамбуковой рощи на потухшем вулкане Кахузи в национальном парке Кахузи-Биега (Демократическая Республика Конго)[4]; отличается отсутствием характерной белой полосы на носу[4].